# Sonata Undine
La Sonata Undine és una sonata per a flauta i piano escrita per Carl Reinecke que està basada en la novel·la Undine de Friedrich de la Motte Fouqué. És l'opus 167 del compositor, i va ser publicat l'any 1882.
Aquesta sonata s'associa al període romàntic. Consta de quatre moviments:
- Allegro
- Intermezzo. Allegretto vivace
- Andante tranquillo
- Finale. Allegro molto agitato ed appassionato, quasi Presto.[1]